# 恐怖の均整
「恐怖の均整」（原題:Fearful Symmetry）は『X-ファイル』のシーズン2第18話で、1995年2月24日にFOXが初めて放送した。原題のFearful Symmetryはウィリアム・ブレイクの詩『虎』の最後の句「Dare frame thy fearful symmetry?」から取られたものである。

## スタッフ
- 監督:ジェームズ・ホイットモア・Jr
- 脚本:スティーヴ・デ・ジャーナット

## キャスト

### レギュラー
- デイヴィッド・ドゥカヴニー - フォックス・モルダー特別捜査官
- ジリアン・アンダーソン - ダナ・スカリー特別捜査官

### ゲスト
- ジェイン・アトキンソン - ウィラ・アンブローズ
- ランス・ゲスト - カイル・ラング
- ジャック・レイダー - エド・ミーチャム
- ブルース・ハーウッド - ジョン・フィッツジェラルド・バイヤース
- トム・ブレイドウッド - メルビン・フロヒキー

## ストーリー
アイダホ州フェアフィールド、町の中心部を謎の力が猛烈な勢いで通り抜けていった。しばらくして、高速道路上で作業員の遺体が発見された。翌朝、トラックの運転手の目の前に突如としてゾウが現れた。運転手は衝突を回避しようとしたが、衝突する寸前でゾウが倒れ込んでしまった。その後、ゾウの死亡が確認された。ゾウはフェアフィールド動物園から脱走した個体だったのだが、40マイル以上離れた場所に何故いたのかは分からないままだった。
モルダーとスカリーはフェアフィールドで頻発している謎の現象を調査すべく現地へと向かった。飼育員のエド・ミーチャムはゾウが鍵のかかった檻から突然いなくなったと主張していた。園の管理人（ウィラ・アンブローズ）によると、一連の動物失踪事件が原因で、フェアフィールド動物園は閉鎖の危機に直面しているのだという。アンブローズは一連の事件を引き起こしたのは過激な環境保護団体の仕業だと確信していた。その一方で、環境保護団体のリーダーであるカイル・ラングは脱走事件への関与を否定していた。ラングは2人に「10年前、アンブローズはローランドゴリラをマラウイから密輸した。それが原因で同国との間に訴訟を抱えている。」という情報を提供した。
モルダーはローン・ガンメンのフロヒキーとバイヤーズに接触し、フェアフィールドがUFOの出現場所として名高いこと、アンブローズが大事にしているゴリラがアメリカ手話を習得していることを知った。その頃、スカリーはラング率いる団体のメンバーを尾行していた。男はトラを檻から出そうとしたが、突然の発光と共にトラは姿を消してしまった。不可解なことに、男は強い力で圧死してしまった。取り調べを受けたラングはまたしても一切の関与を否定した。その後、アンブローズは2人にゴリラ（ソフィー）を紹介してくれた。ソフィーは檻の中で縮こまっており、何故か光を恐れていた。
スカリーがゾウの死体を解剖した結果、事故直前にゾウが出産していたことが判明する。しかし、そのゾウはつがいで飼育されていなかったため、妊娠は不可能であった。その頃、姿を消したトラが工事現場に出現し大混乱になっていた。被害が出る前に、飼育員たちはトラを射殺することに成功したが、動物園は閉鎖されることになった。そのトラも妊娠していたことを知ったモルダーは「宇宙人が絶滅危惧種を妊娠させ、その子供を出産直前に奪い取ることで、ノアの箱舟的なものを作ろうとしているのではないか」という仮説を立て、ソフィーも妊娠しているはずだと主張した。手話でソフィーに確認したところ、モルダーの予感は的中していた。ソフィーは「赤ん坊が光に乗って飛んでいく」と手話で語った。
その後間もなくして、アンブローズにソフィーを輸送する準備を整えるよう命令が下った。アンブローズは仇敵のラングに頭を下げてでもソフィーを助けようとしたが、彼は「ソフィーを野生へ戻すしかない」と言うばかりであった。そうは言ったものの、ラングはソフィーのことを気にしていた。彼女がいる倉庫に向かったラングは、そこで空の檻を目にして驚いた。その直後、ラングは牛追い棒が頭上に落ちてきたために死んでしまった。現場を検分したスカリーはアンブローズが犯人だと疑っていたが、アンブローズはミーチャムこそ犯人だと主張した。モルダーがミーチャムの元へ向かうと、そこにはソフィーの姿があった。逮捕を恐れたミーチャムはモルダーをソフィーの檻に閉じ込めた。ソフィーは異常なまでに興奮しており、モルダーに襲いかかってきた。
負傷したモルダーだったが、何とかソフィーを宥めることに成功した。モルダーが手話を介してソフィーとやり取りをしていると、突然の発光があり、そのままソフィーは姿を消してしまった。翌日、モルダーはソフィーが「人が人を救う」と言っていたと、アンブローズに伝える。その後、ソフィーは高速道路上に姿を現わしたが、自動車にはねられて命を落としてしまった。また、アンブローズとミーチャムはラング殺害容疑で逮捕された。結局、モルダーとスカリーは事件の真相を解明できなかった。しかし、モルダーは「フェアフィールドで発生した事件はエイリアンによるものである。彼らは絶滅危惧種の繁殖に手を貸すことで、地球の環境を守ろうとしているのだろう」と結論づけた。

## 製作
スタッフは撮影に使うゾウを手配するのに難渋した。最終的には、アメリカからゾウを調達することになったのだが、アメリカとカナダの国境を越える手続きに時間がかかった。また、ゾウを指示通りに動かすことにも苦労させられたのだという。当初、ゾウはトラックに何の関心も持たなかったため、ゾウがトラックに向かって走って行くシーンの撮影が難航した。しばらくして、ゾウはトラックに関心を持つようになったのだが、今度はトラックから離れようとしなくなったのである。このような苦労はあったが、スタッフの一人は撮影を楽しかったと回想している。なお、ゾウの名前であるガネーシャはヒンドゥー教における商業の神の名前に由来するものである。
ブリティッシュコロンビア州の動物愛護関連法を遵守するべく、スタッフは動物たちに最大限の配慮を行った。ゾウの心理的負担を軽減するために、騒音の類いが全くない田園地帯での撮影が行われるなどした。本エピソードでは本物のトラが撮影に使用されたが、ロケ地のバンクーバーが寒冷な気候であったため、調教師はトラの気性を穏やかにするのに並外れた苦労を強いられた。
1996年、レス・マーティンは本エピソードをヤングアダルト小説に翻案し、『Tiger, Tiger』というタイトルで発表した。

## 評価
1995年2月24日、FOXは本エピソードを初めてアメリカで放映し、1650万人の視聴者（960万世帯）を獲得した。
『エンターテインメント・ウィークリー』は本エピソードにC評価を下し、「透明なゾウが暴れ回るシーンは別として、このエピソードは実に機械的に進んでいく。」と述べている。『A.V.クラブ』のザック・ハンドルンも本エピソードにC評価を下し、「すぐ忘れてしまうようなエピソードで、生煮え感がある。完全な失敗作と言うほどではないのだが。」と評している。『クリティカル・ミス』のジョン・キーガンは本エピソードに10点満点で4点を与え、「全体的に言って、「恐怖の均整」は『X-ファイル』のエピソードというよりも、動物の権利に関心を持つ脚本家の声明文のように思える。プロットはどの方向を掘り下げるべきか分かっておらず、エピソードの種々の要素は相互に矛盾している。」と述べている。ロバート・シャーマンとラース・パーソンはその著書『Wanting to Believe: A Critical Guide to The X-Files, Millennium & The Lone Gunmen』において5つ星評価で星2つを与え、「シリーズで怒りが表出した希有な例」「環境保護を訴えるメッセージの背景には素晴らしい情熱がある」としつつも、「このエピソードは出来が良いわけではない」「プロットが錯綜しすぎているが故に、仕掛けが無駄に終わっている。」と評している。